# إدي لوري
إدي لوري (بالإنجليزية: Eddie Lowery) هو شخصية أعمال ولاعب غولف أمريكي، ولد في 14 أكتوبر 1902، وتوفي في 4 مايو 1984.